# Luvisol

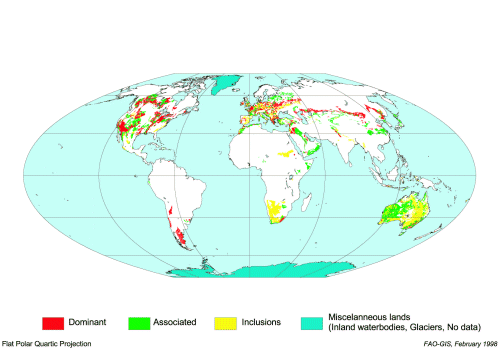
Distribuzione dei Luvisol.

Il luvisol, nel sistema di classificazione francese RP o in quello WRB, è un suolo caratterizzato da un accumulo superficiale di humus che sovrasta uno strato ampiamente dilavato, quasi privo di argilla e di minerali contenenti ferro; sotto questo si trova uno strato di accumulo di argilla che ha livelli elevati di ioni nutrienti disponibili comprendenti calcio, magnesio, sodio e potassio.

## Caratteristiche
È caratterizzato dalla seguente sequenza, dall'alto verso il basso:
1. un orizzonte A di superficie, umifero o di sottobosco
2. un orizzonte E, più o meno sbiancato e povero in argilla
3. un orizzonte B, più scuro e ricco in argilla
4. un orizzonte C, il cui tenore in argilla è compreso tra E e B.

Classicamente si spiega la genesi dei luvisol con il trascinamento dell'argilla che, sotto l'azione dell'acqua e della gravità, cioè del dilavamento, lascia l'orizzonte E per accumularsi in quello B. Il fenomeno è tuttavia più complesso.